# Aeroportul Pasni
Aeroportul Pasni (IATA: PSI, ICAO: OPPI) este un aeroport din Pakistan ce deservește zona Pasni Tehsil⁠(d).
Situat la o altitudine de 10 m, aeroportul dispune de o singură pistă. Este operat de Pakistan Civil Aviation Authority⁠(d).